# Khamerernebti II
Khamerernebti II (fl. XXVI secolo a.C.) è stata una regina egizia della IV dinastia.
Fu una figlia del faraone Chefren (ca. 2558 a.C. - 2532 a.C.) e di Khamerernebti I; andò in sposa al proprio fratello, re Micerino, cui generò il principe Khuenra.

## Famiglia
Khamerernebti II, il cui nome significa "Apparizione dell'Amato dalle Due Signore" (le dee Uadjet e Nekhbet) è definita figlia di Khamerernebti I da un'iscrizione nella sua tomba; a sua volta, Khamerernebti I è identificata con la "Madre del re" il cui nome, parzialmente intatto, è inscritto su di un coltello di selce rinvenuto nel tempio funerario di Micerino. Il fatto che fosse madre di re Micerino potrebbe essere probante per quanto riguarda il suo matrimonio con Chefren: non esistono infatti iscrizioni o documenti che esplicitino tale legame. Khamerernebti II sarebbe stata, di conseguenza, figlia di Chefren e Khamerernebti I. Probabile sposa di Micerino, fu la madre del "Figlio del re" Khuenra, principe reale, comunemente ritenuto figlio del faraone. 

## Sepoltura
La cosiddetta "Tomba di Galarza" (o "Tomba del conte Galarza"), a Giza, fu probabilmente progettata per la regina Khamerernebti I ma portata a termine per la figlia, Khamerernebti II. Le iscrizioni di tale tomba sono un'importante fonte di informazioni sulla regina. L'architrave dell'ingresso reca un testo nel quale sono menzionate sia Khamerernebti I che Khamerernebti II:
È possibile che Khamerernebti II sia stata inumata nella piramide G3a oppure nella G3b (piramidi minori edificate all'interno del complesso della Piramide di Micerino), nella Necropoli di Giza.